# Semjon Vengerov
Semjon Afanasievitj Vengerov (ryska: Семён Афанасьевич Венгеров), född 17 april (5 april enligt g.s.) 1855, död 14 september 1920 i Sankt Petersburg, var en rysk litteraturforskare.
Vengerov blev 1897 privatdocent i rysk litteraturhistoria vid Sankt Petersburgs universitet, och då han avstängdes från denna befattning av undervisningsministern Nikolaj Bogolepov, flyttade han sin vetenskapliga verksamhet till Charkovs universitet och blev 1910 professor vid Sankt Petersburgs högre lärarinneseminarium. 
Vengerov inledde 1875 sin mångsidiga litteraturhistoriska forskarbana med en studie om Ivan Turgenev och blev 1882 redaktör för månadsrevyn "Ustoi". År 1889 påbörjade han sitt litteraturhistoriska uppslagsverk Kritiko-biografitjeskij slovar russkich pisatelej i utjennych. Hans 1885 författade ryska litteraturhistoria förbjöds av censuren.
Vengerrov redigerade den nya upplagan av Vissarion Belinskijs skrifter och den litteraturhistoriska avdelningen i Brockhaus-Jefrons ryska encyklopedi. Om den ryska bibliografin inlade han stor förtjänst och författade många uppslagsverk av värde, däribland Istotjniki slovarja russkich pisatelej (1–3, 1900–1914).